# Thomas Sunesson
Thomas Egon Sunesson (geb. 12. Januar 1959 in Mönsterås; gest. 25. Oktober 2015 in Malmö) war ein schwedischer Fußballspieler.

## Leben
Thomas Sunessons Profikarriere als Stürmer begann 1978 bei Kalmar FF. Mit Kalmar wurde er 1981 Pokalsieger. 1982 wechselte er zu Malmö FF. Danach wechselte er ins Ausland zu Lausanne. 1986 kehrte er zurück nach Schweden und spielte für Djurgårdens IF. Auf Grund eines komplizierten Kreuzbandrisses musste er sich mehreren Operationen unterziehen. Später spielte er für IF Brommapojkarna und Hammarby IF. Für kurze Zeit spielte er in den Jahren 1989 bis 1991 in Portugal bei SC Beira-Mar und Seixal FC und beendete dann seine Sportkarriere.
Für die Schwedische Fußballnationalmannschaft lief er zwölfmal auf.
Thomas Sunesson starb am 25. Oktober 2015 im Alter von 56 Jahren in Malmö.